# 表芯纸
黄表纸，又称表芯纸、土纸，是纸的一种。现多作为紙錢用于祭奠已故亲人，祭祀祖先或鬼神，或用于誊写符籙等。

## 外观

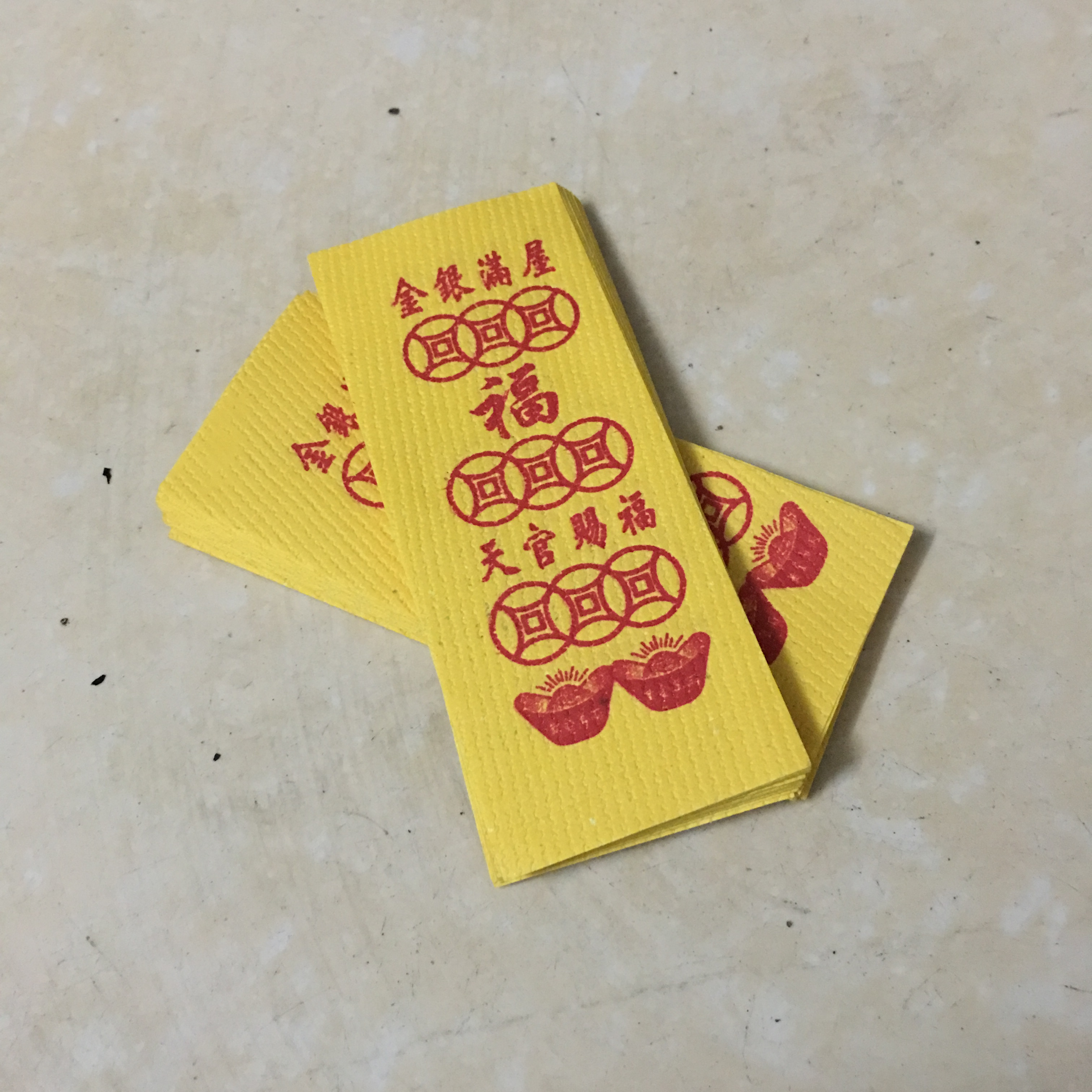
一叠印有红色字体及符咒的黄表纸

纸色为黄色，上面可有一些红色对称图案。纸质柔，易燃。
在清明节，常常会看到一些人在坟墓、神龛前燃烧一些黄色的纸，这就是黄表纸。

## 制作
黄表纸的制作材料相对简单，多为竹料或一些废弃材料。
将废弃材料提纯成白色纸浆，然后用烧制方法做成黄表纸。
正因为材料简单，所以价格低廉。